# Robert Reich
Robert Bernard Reich (Scranton, 24 giugno 1946) è un politico, economista e divulgatore scientifico statunitense, membro del Partito Democratico e Segretario del Lavoro degli Stati Uniti durante la presidenza di Bill Clinton.

## Biografia
Robert Reich è un economista americano e 22º Segretario del lavoro degli Stati Uniti nell'amministrazione Clinton dal 1993 fino al 1997. Divulgatore prolifico, è autore di numerosi saggi di natura politico-economica e ha partecipato alla realizzazione di due documentari sull'aumento della disuguaglianza economica a seguito della Grande recessione. Membro del Partito Democratico, insegna Amministrazione e Politiche pubbliche all'Università della California - Berkeley e collabora con il New York Times, il Washington Post, il Wall Street Journal e il New Yorker.

## Vita privata
Sposato con Clare Danton dal 1973 al 2012, ha dato un esempio di downshifting lasciando di sua spontanea volontà il lavoro per poter dedicare più tempo ai propri figli.

## Opere
- L'infelicità del successo, Fazi editore, 2001
- Supercapitalismo. Come cambia l'economia globale e i rischi per la democrazia, Fazi editore, 2008.
- Aftershock. Il futuro dell'economia dopo la crisi, Fazi editore, 2011.
- Come salvare il capitalismo, Fazi editore, 2015.
- Il sistema. Perché non funziona e come possiamo aggiustarlo, Fazi 2021.

## Filmografia
- Inequality for All (2013)[2]
- Come salvare il capitalismo (Saving Capitalism) (2017)[3]